# Teucrium alvarezii
Teucrium alvarezii là một loài thực vật có hoa trong họ Hoa môi. Loài này được Alcaraz, Sánchez-Gómez, Torre & S.Ríos miêu tả khoa học đầu tiên năm 1991.